# Buenavista, Tamiahua
Buenavista är en ort i Mexiko.   Den ligger i kommunen Tamiahua och delstaten Veracruz, i den sydöstra delen av landet, 250 km nordost om huvudstaden Mexico City. Buenavista ligger 52 meter över havet och antalet invånare är 241.
Terrängen runt Buenavista är huvudsakligen platt, men västerut är den kuperad. Runt Buenavista är det ganska glesbefolkat, med 36 invånare per kvadratkilometer. Närmaste större samhälle är Temapache, 16,0 km söder om Buenavista. Trakten runt Buenavista består till största delen av jordbruksmark.